# Parc forestier de Bukit Soeharto
Pour l’article homonyme, voir Soeharto.
Le parc forestier Soeharto est un grand parc forestier situé dans les kabupaten de Kutai Kartanegara et de Penajam Paser Utara, dans la province de Kalimantan oriental en Indonésie. Il a une superficie de 61 850 hectares. 

## Historique
C'est en 1991 que la zone forestière du kecamatan de Loa Janan dans le kabupaten de Kutai Kartanegara et du kecamatan de Sepaku dans le kabupaten de Penajam Paser Utara a été désignée pour constituer un parc forestier. 
La désignation de cette zone avait pour but de protéger, préserver et garantir l’utilisation du potentiel de la région et de servir pour la collecte de plantes ou d’animaux naturels ou non naturels, d’espèces indigènes et / ou non indigènes pouvant être utilisées à des fins de recherche, de connaissance, d’éducation tourisme et loisirs. 

## Écosystème
L'écosystème du parc est constitué de forêts mixtes de diptérocarpes de plaine, de forêts de kerangas, de forêts côtières, d'arbustes et de mauvaises herbes. 

### Flore
La zone du parc forestier de Bukit Soeharto a été transformée en un écosystème forestier de plantation qui constitue un effort de réhabilitation avec divers types de plantes, telles que Acasia (Acasia mangium), Sengon (Albasia sp.). ), Mahogany (Swietenia mahagoni spp), flore indigène dominée par Meranti (Shorea sp.), Et une partie de celle-ci est une forêt de recherche sous la forme de pépinières de divers types de flore telles que Mahang (Macaranga hypoleuca), y compris des espèces protégées telles que Ulin (Eusideraxylon zwageri), Bois charbon de bois (Diospyros sp.), et Kempas (Koompassia malaccensis), Palaman (Iristania spp), Resak (Vatica spp), Bayur (Pterospermum spp), Gmelina (Gmelina arborea), Caoutchouc (Havea brasiliensis), Rattan (Calamus sp), Aren (Arenga catechu), Ketapang (Terminalia catappa). 

### Faune
Orang Utan (Pongo Pygmaeus) se trouve dans les locaux du Centre de réintroduction d'Orang Utan Wanariset Samboja, de Honey Bear (Helarctros malayanus), de Tiger Dahan (Neofelis nébulosa), de Porcupine (Hystrix brachyura), de Gibbons (Hylobates muelleri), de Hornbills rhinocéros), grands singes à queue longue (Macaca fascicularis), pangolin (Manis javanica), cerf Sambar (Cervus unicolor), grand Kuau (Lophura sp), varans (Varanus salvator), Tupai (Tupaia sp), Weasel (Cynogalesp), sauvage (Sus sp), Cucak des marais (Pycnonotus zeylanicus). 

## Accès
Le parc est accessible par la route depuis Samarinda (environ une heure de trajet) ou de Balikpapan (environ 45 minutes). 